# Pictorialisme

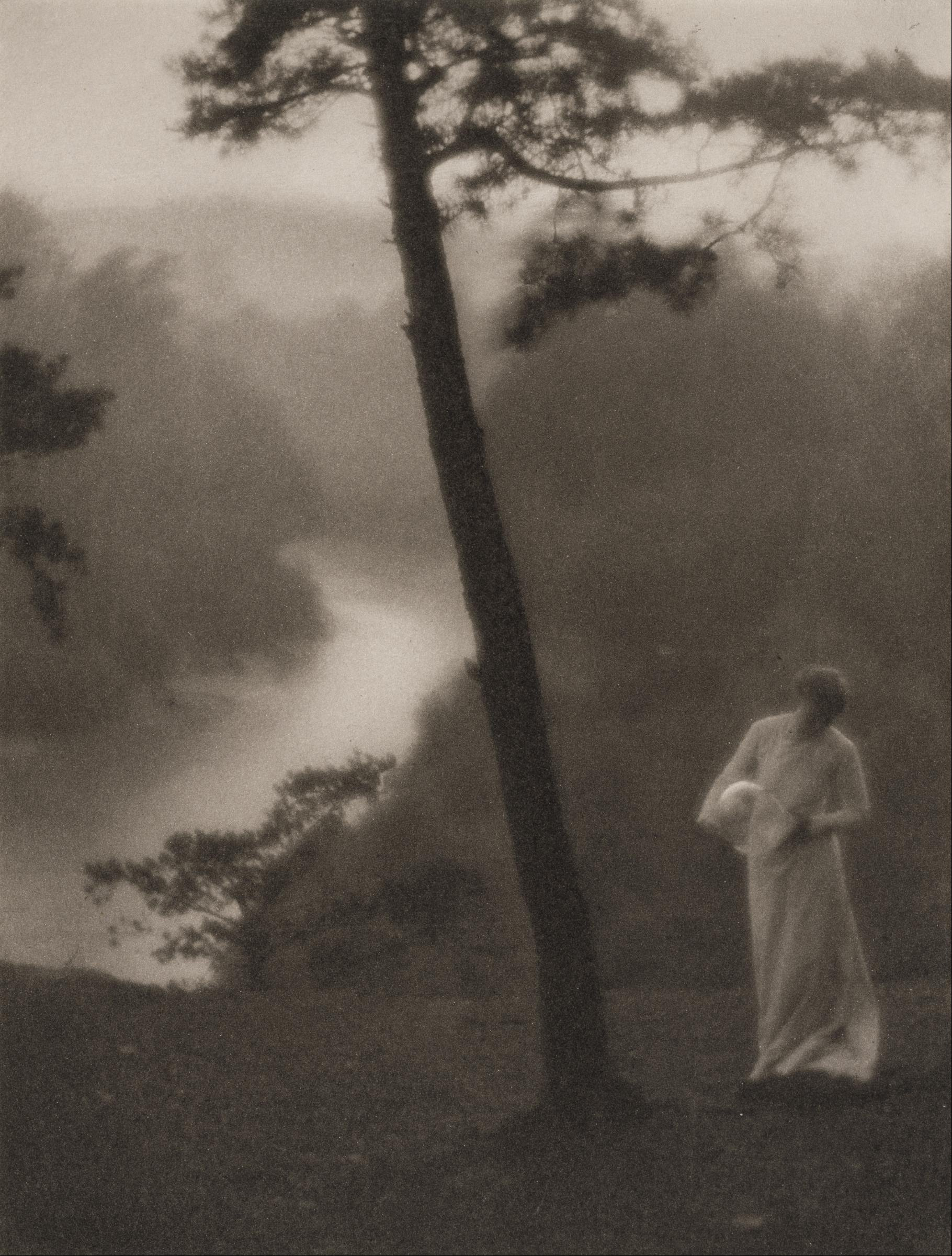
Morning, del fotògraf Clarence H. White, 1908

El pictorialisme és un corrent fotogràfic de pretensions artístiques que es desenvolupa a nivell mundial (tot i que principalment a Europa, Estats Units i Japó) entre finals dels anys 1880 i el final de la Primera Guerra Mundial.
El nom del moviment deriva del terme anglès picture ('imatge, quadre, pintura, fotografia') i no de paint ('pintura'), raó per la qual resulta erroni parlar de fotografia pictòrica, termes que vindrien a referir-se a la fotografia academicista, corrent que sí que es troba molt relacionat amb la pintura.

## Plantejaments
Per al grup de fotògrafs que el van conformar, el pictorialisme suposava parlar d'una imatge més en la mesura de l'existent, d'una imatge simple captada, d'un simple registre de la realitat.
Sorgeix com a reacció a la fotografia d'aficionats, considerada vulgar i nascuda amb la comercialització de la càmera fotogràfica instantània de Kodak, i s'estén ràpidament per tot el món. També es contraposa a la fotografia academicista reivindicant els valors propis de la fotografia per a la realització d'obres d'art en plena igualtat amb altres disciplines artístiques (pintura, escultura, arquitectura…). És per això que es renuncia a la imitació de la pintura.
Els fotògrafs del pictorialisme es defineixen com a fotògrafs i artistes en la línia de les teories del romanticisme pròpies del segle xix, destacant la sensibilitat i inspiració dels autors i atorgant un paper secundari als coneixements tècnics.
Es distancien de la realitat perquè les seves fotografies siguin només imatges i no una mera reproducció de la realitat, motiu pel qual busquen deliberadament el desenfocament d'efecte. Formalment, la resolució plàstica derivada de la imatge borrosa i els temes que trien els pictorialistes, assenyalen una forta influència de l'impressionisme.

## Idees i tècniques

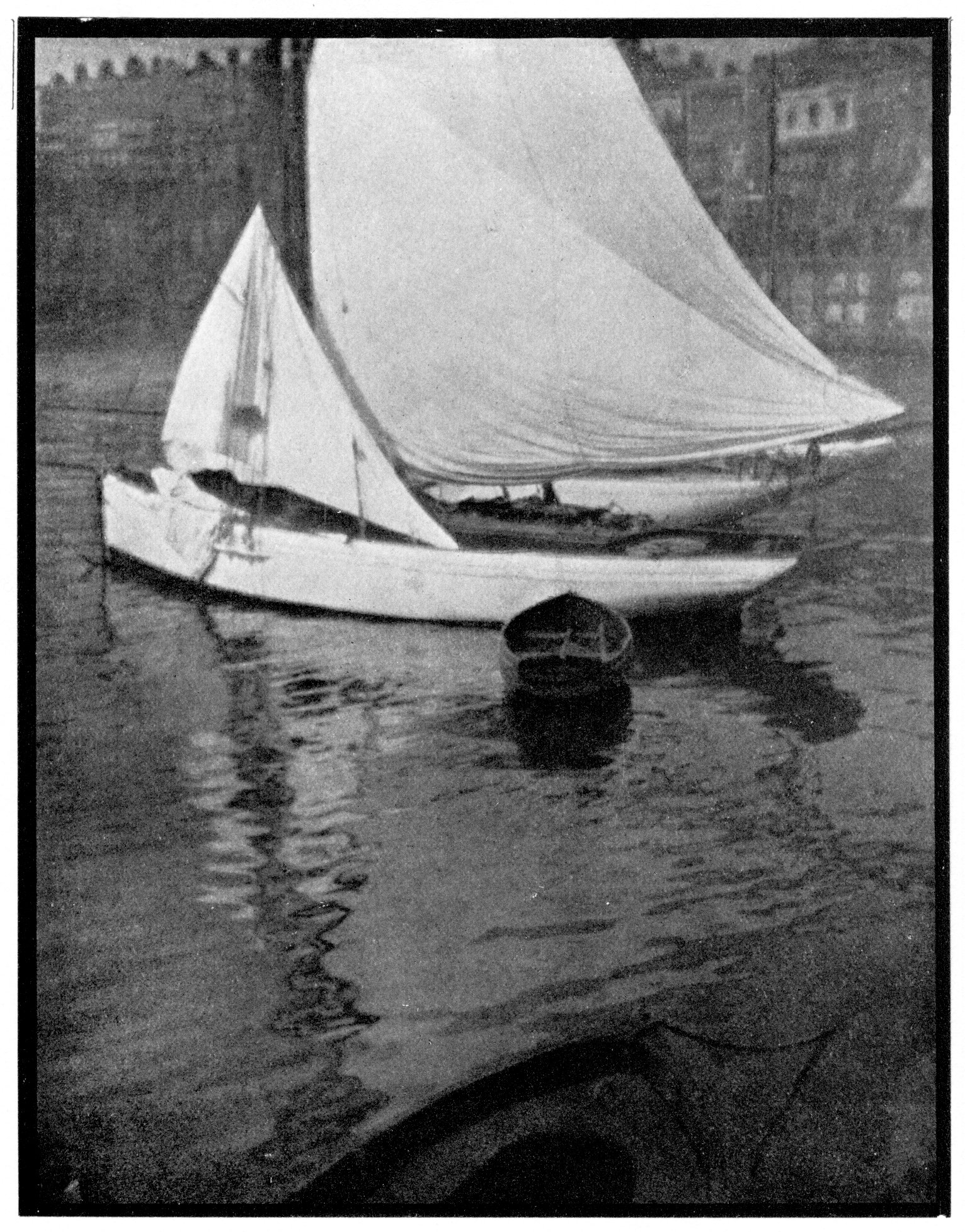
The White Sail, del fotògraf Alvin Langdon Coburn

El pictorialisme suposa una selecció dels temes, triant paisatges -dies ennuvolats, de pluja, de boira... i tots aquells en què els agents atmosfèrics no permeten que les imatges siguin nítides- o retrats -es trien principalment figures femenines, i igualment es busca aquesta borrositat-.
Entre el tema seleccionat i la càmera es col·loquen filtres, pantalles i altres estris que impedeixen veure clarament. Igualment recorren a la utilització de jocs de llums i ombres.
No s'enfoca de manera deliberada per a provocar un efecte semblant a la pintura impressionista (és per això que el pictorialisme és també conegut com a fotografia impressionista).
S'utilitzaven els coneguts com a objectius d'artistes que suposaven la col·locació d'elements que no corresponien a les càmeres fotogràfiques emprades, arribant a recórrer a objectius antics molt imperfectes o, fins i tot, a la cambra fosca sense objectiu.
També s'actuava en la fase de revelat i en la de positivat de la imatge.
Es feia servir paper especialment adequat per a les seves manipulacions. S'afegia carbó, bromoli, goma bicromatada, o altres pigments a les emulsions que buscaven fotografies similars al dibuix o al gravat, sorgint així el concepte d'impressions nobles.
Per la seva manipulació, les conegudes com a impressions nobles mai resultaven iguals malgrat que es partís d'un mateix negatiu inicial. Aquestes tècniques impedien la multiplicitat de còpies, ja que les obres eren úniques.
Es va arribar fins i tot a destruir el negatiu per impedir còpies de les imatges, en un intent de regular la creació fotogràfica sota les limitacions pròpies de les arts plàstiques tradicionals.
Per a la seva presentació al públic, les imatges eren emmarcades recorrent a la utilització de marcs propis de pintures antigues.

## Desenvolupament històric

### Antecedents

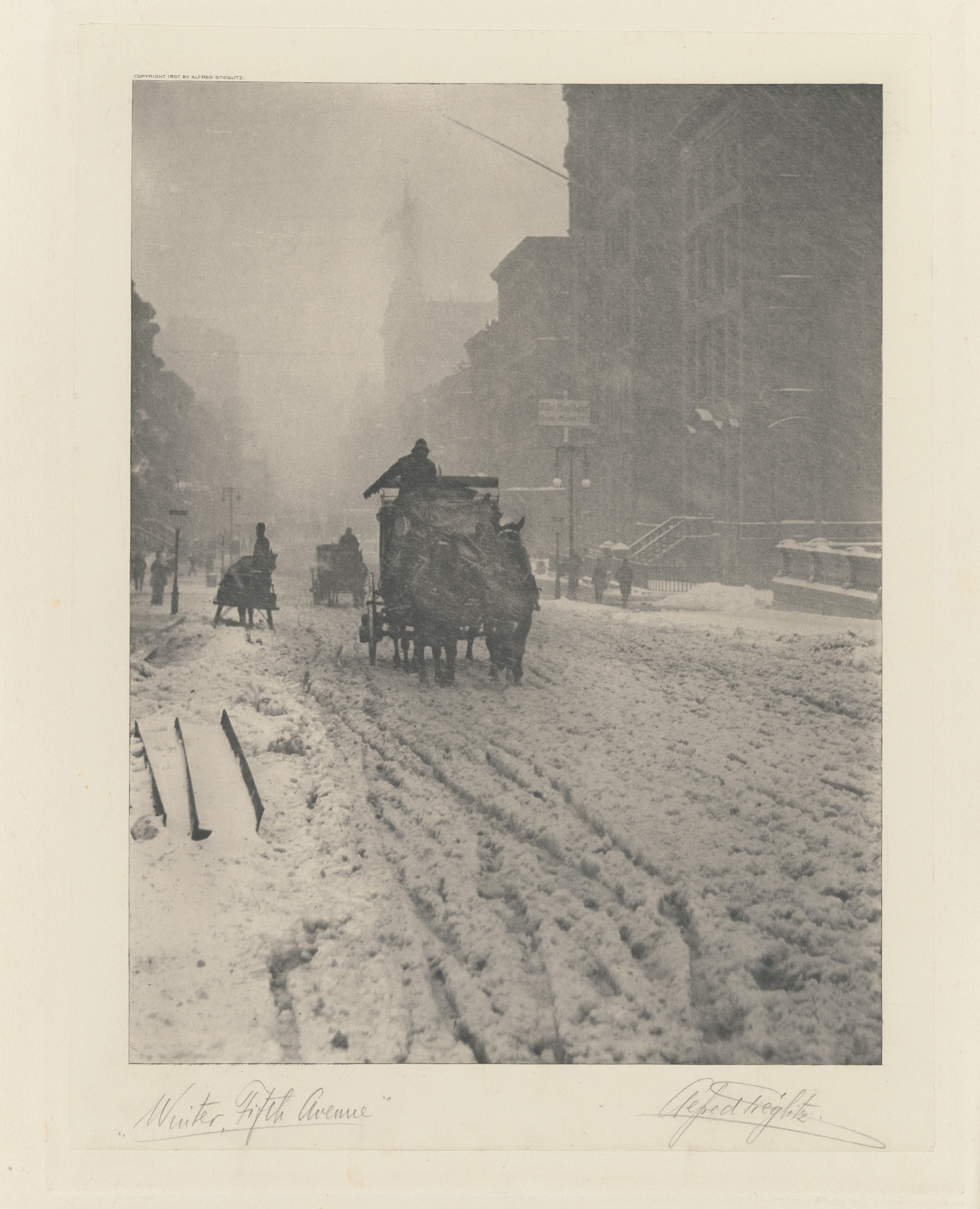
Winter, Fifth Avenue, del fotògraf Alfred Stieglitz, 1892

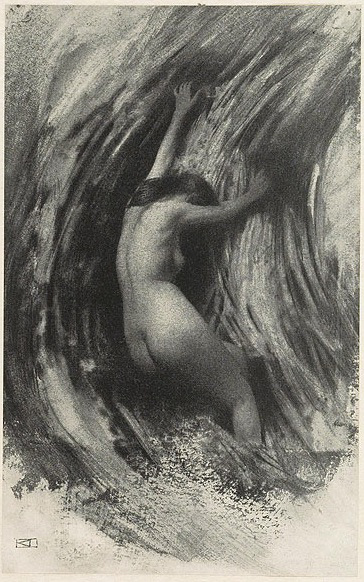
Struggle, 1904, fotografia amb goma bicromatada del fotògraf Robert Demachy.

Els precedents del pictorialisme venen constituïts per les figures de Julia Margaret Cameron i Henry Peach Robinson. En la fotògrafa anglesa, van trobar els adeptes al pictorialisme una actitud decidida, a més d'una sèrie de comportaments (o tècniques) davant la fotografia de gran acceptació per a ells, com era l'ús d'objectius inadequats i la recerca de l'efecte de desenfocament floue. D'altra banda, Henry Peach Robinson va donar el suport teòric al moviment, gràcies a la seva obra Efecte Pictorial en Fotografia, 1869, així com l'inspirador del naixement dels grups d'adeptes al pictorialisme.

### El naixement del pictorialisme
El punt de partida del moviment ve determinat per la publicació el 1889 del llibre Naturalistic Photography de Peter Henry Emerson, en què el seu autor defensa que la imatge floue corresponia a la visió normal i superava totes les formes artístiques, per influència dels pintors impressionistes.
A partir d'aquest moment, sorgeixen nous grups i associacions dedicades a la recerca d'una fotografia artística construïda sobre els valors propis de la fotografia. És aquesta una postura estètica clarament diferenciada de les inquietuds de les primeres associacions dedicades a la investigació tècnica.
El primer impuls per a la creació fotogràfica del pictorialisme el va donar el Camera Club de Viena en organitzar el 1891 una exposició de fotògrafs adherits al pictorialisme.
Un any més tard, el 1892, es crea a Londres el Linked Ring, amb l'objectiu de l'organització d'una exposició sota el lema Liberty-Loyalty, a la qual van ser convidats fotògrafs estrangers de l'Europa continental i dels Estats Units.
A partir d'aquest moment, els grups es van multiplicar per tot Europa, arribant el pictorialisme als Estats Units i a altres continents, animats per joves fotògrafs desitjosos de demostrar els valors artístics de la fotografia.

### Els seus principals autors
Els seus representants més destacats van ser Peter Henry Emerson i Robert Demachy. D'altres serien Alvin Langdon Coburn, Heinrich Kühn, Léonard Misson, Comandant Puyo, James Craig Annan, Richard Polak, George Davison, Lionel Clark, Hugo Henneberg, Fred Holland Day, Gertrude Käsebier, Edward Steichen, Clarence Hudson White i Frederick Henry Evans.
A Espanya destaca l'obra de Joan Vilatobà, Miquel Renom, José Ortiz Echagüe i Joaquim Pla Janini. Es poden veure obres d'aquests tres fotògrafs al Museu Nacional d'Art de Catalunya.

### Els grups més destacats
Entre les associacions de fotògrafs que es van adherir al moviment destaquen els fundadors: The Linked Ring Brotherhood i el Camera Club de Viena, així com el Camera Club de Londres, Camera Club de Nova York, Photo-Secession, Photo-Club de París, la Reial Societat Fotogràfica, Sociedade Portuguesa de Fotografia, la Sociedad Fotográfica Argentina de Aficionados o la Japanese Camera Pictorialist of America. Eren col·lectius elitistes que limitaven l'accés de membres i de fotografies per a les seves exposicions.
Aquests grups van organitzar exposicions, publicar revistes, manifestos i textos teòrics i tècnics sobre la fotografia com a forma artística. Buscaven que les institucions de l'art reconeguessin les seves fotografies com a obres d'art al mateix nivell que la pintura o altres formes de les arts plàstiques.
La seva estratègia per a aconseguir aquest reconeixement va ser el recurs a la manipulació posterior de la fotografia com a justificació d'artisticitat; per als pictorialistes, el negatiu era equivalent al llenç en blanc del pintor: el procés creatiu es desenvolupava en el positivat.
La presa no tenia pràcticament interès per als pictorialistes, encara que en general s'inclinaven per temes clàssics de la pintura, especialment la impressionista: paisatge rural, retrat, nu i fins i tot escenes de ballet.

### La decadència
Cap a l'any 1910, el moviment va arribar al seu punt àlgid i entrà en un procés de decadència per l'esgotament de les seves propostes i els canvis socials que va haver-hi, en què la seva reivindicació artística no tenia sentit. Després del final de la Primera Guerra Mundial, els seus principals autors abandonen el moviment davant l'empenta del nou realisme fotogràfic.
No obstant això, en situacions aïllades com la d'Espanya continua el seu desenvolupament fins ben acabada la Guerra Civil espanyola.

## Difusió
Algunes de les revistes que van servir per a fer difusió del moviment van ser les catalanes Art de la Llum i Lux i l'espanyola Arte Fotográfico.